# Síndrome amnésico frontal

Síndrome amnésico frontal es un conjunto de síntomas caracterizado por un trastorno severo de la memoria acompañado de confabulaciones de relleno que impacta fundamentalmente en la memoria reciente y en el aprendizaje verbal, con dificultades para el aprendizaje de cualquier prueba nueva que requiera estrategias o clasificación secuencial, debido a lesiones de la zona frontal del cerebro o lesiones frontolímbicas. Este trastorno de la memoria causa un deterioro significativo en el funcionamiento social o laboral del paciente y representa una declinación importante del nivel previo de funcionalidad del mismo.  

## Definición
El síndrome amnésico frontal es un trastorno severo de la memoria acompañado de confabulaciones de relleno que impacta fundamentalmente en la memoria reciente y en el aprendizaje verbal, con dificultades para el aprendizaje de cualquier prueba nueva que requiera estrategias o clasificación secuencial, debido a lesiones de la zona frontal del cerebro o lesiones frontolímbicas. 

## Características
Las lesiones en el lóbulo temporal medial o en estructuras diencefálicas pueden producir graves amnesias anterógradas globales que afectan al recuerdo y al reconocimiento. En cambio, las lesiones de la corteza frontal no producen una pérdida generalizada de memoria pero sí un disfuncionamiento general intelectual.
En el síndrome amnésico frontal el paciente se presenta distraído y no logra mantener la atención o concentración en algo. Tiene una tendencia a producir explicaciones fabricadas de eventos pasados.
La rigidez frontal y la inercia de los trazos amnésicos obstaculizan los procesos congnitivos que le permitirían acordarse activamente. La evocación espontánea es mejor que el rendimiento inicial. La memoria de trabajo está alterada.  Presenta amnesia anterógrada en la memoria a largo plazo episódica con aparición de confabulaciones y trastornos temporales. También tiene amnesia retrógrada en la memoria a largo plazo. La memoria semántica es normal. La memoria procedural está  alterada. Este síndrome se diferencia del patrón amnésico clásico justamente en que muestra un deterioro tanto en la velocidad como en la precisión del rendimiento en las pruebas de memoria semántica y en algunas tareas de aprendizaje procedimental, además de una memoria autobiográfica pobre y confabulaciones.
El paciente no logra ordenar la información ni  ignorar los estímulos de interferencia.  Funciona mejor en las pruebas de reconocimiento que en las de evocación libre aunque se beneficia se se le dan pistas semánticas. Son pacientes impulsivos que no logran recordar el orden temporal de los acontecimientos y la frecuencia de los mismos.

## Etiología
Las causas de este síndrome son lesiones de la zona frontal basal del cerebro y lesiones frontolímbicas debidas a:
- Infarto cerebral anterior.
- Traumatismo de cráneo.
- Tumores  en el lóbulo frontal.